# Martín de Ursúa
Martin de Ursúa y Arizmendi, né à Arizkun en 1653, mort aux Philippines le 4 février 1715, est un conquistador basque-espagnol,, premier comte de Lizarraga, gouverneur intérimaire du Yucatan, il a travaillé à l'ouverture de la route depuis sa province jusqu'au Guatemala. Il termina également la pacification de Petén au nord du Guatémala en 1697.
Quelques années plus tard il fut nommé gouverneur et capitaine général des Philippines et président de son Audience royale, poste qu'il occupa entre le 25 aout 1709 et le jour de son décès, le 4 février 1715.